# 1976년 찰드란-무라디예 지진

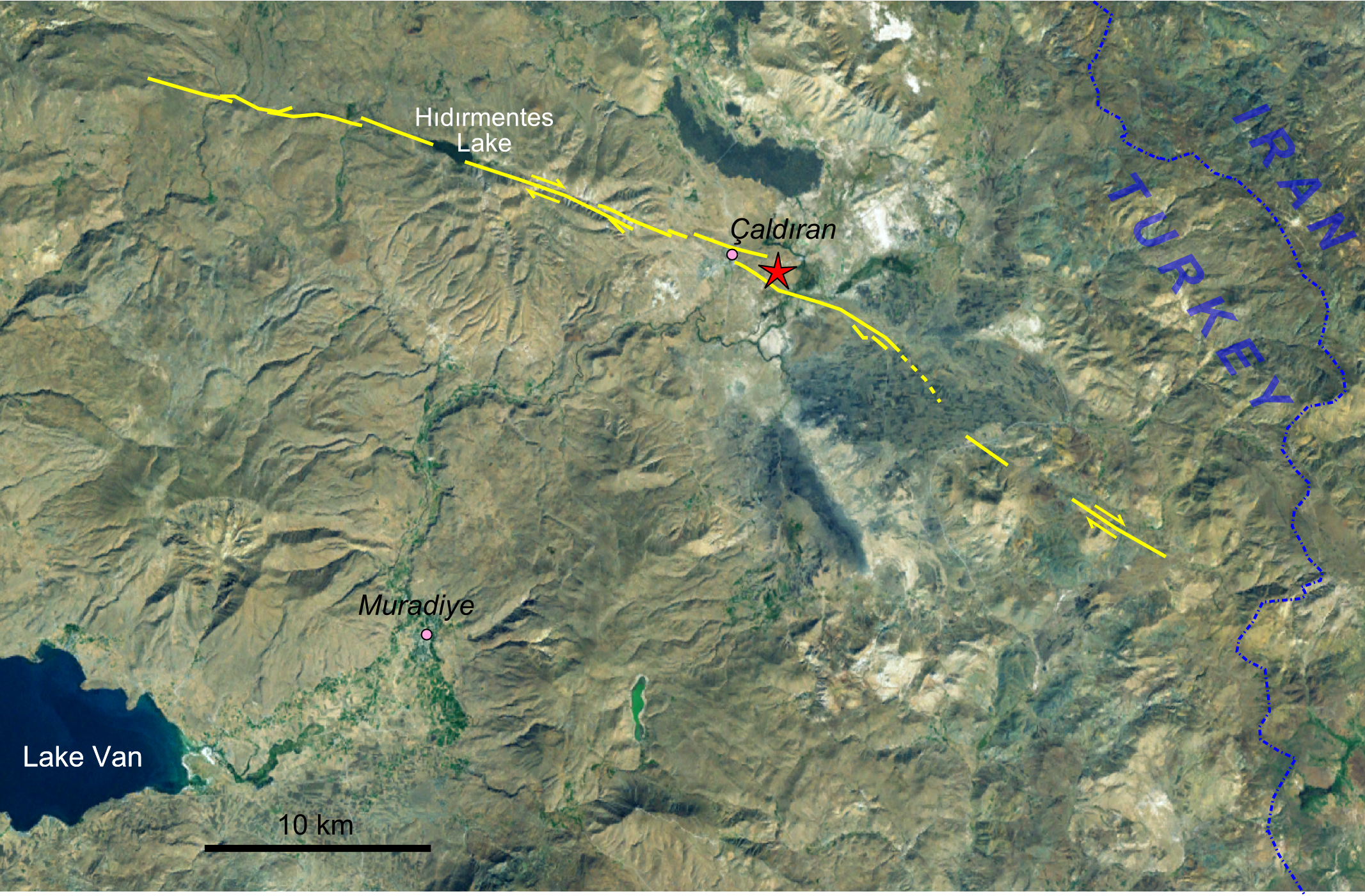
지진의 지표 파열 범위, 붉은 별은 진앙을 나타낸다.

1976년 찰드란-무라디예 지진은 11월 24일 현지 시각 14시 22분(협정 세계시 12시 22분)에 발생했다. 진앙은 튀르키예 동부의 반주 무라디예에서 동북쪽으로 20 km 떨어진 찰드란 근처이다. 이 지진은 규모 M7.3을 기록했으며, 수정 메르칼리 진도 계급에서 최대 진도 X에 달했다. 건물 80% 이상이 파괴된 심각한 피해 지역은 2,000 제곱킬로미터에 달했다. 사망자 수는 4,000명에서 5,000명 사이이다.

## 지질학적 구조
튀르키예의 가장 동쪽 부분은 아라비아판과 유라시아판 사이의 계속되는 대륙 충돌의 복합적인 구역 내에 있다. 이 지역에 영향을 미치는 전반적인 단축은 부분적으로 비틀리스-자그로스 습곡 및 충상단층대를 따라 발생하는 충상단층 때문에, 또한 일부분은 남서-북동 방향의 단층을 따라 발생하는 좌수향 주향이동단층과 북서-남동 방향의 단층을 따라 발생하는 우수향 주향이동단층의 사교단층에서 수용된다. 이 지진은 찰드란 단층의 움직임으로 인해 발생했는데, 이 단층은 지진 이전에 알려지지 않았던 우수향 단층 중 하나였다. 찰드란에서 100 km 이내에서는 이전 74년 동안 규모 M6 이상의 지진이 기록되지 않았으며, 이는 당시 튀르키예에서 사용되던 5단계 지진 위험 시스템(1단계가 가장 높음)에서 중간 지진 위험 지역(3단계)으로 간주되었던 이유를 설명할 수 있다.

## 지진
이 지진은 서쪽의 사리쾨크에서 3킬로미터 서쪽에서 동쪽의 바이도안 바로 서쪽까지 뻗어 있는 50~55 km 길이의 지표 단층 파열대와 관련이 있었다. 최대 3.5 m의 우수향 방향 변형이 기록되었다. 파열 너비는 24 km로 추정되었고, 단층대는 남쪽으로 78° 경사인 것으로 밝혀졌다. 강한 지반 흔들림의 지속 시간은 6초로 추정된다.

## 피해
찰드란에서는 주택의 95%가 파괴되었고, 나머지 주택도 어느 정도 손상을 입었으며, 주민 3,304명 중 615명이 사망했다. 찰드란 주변 마을에서는 주택의 80% 이상이 파괴되었고, 나머지 대부분도 손상을 입었으며, 주민 27,587명 중 2,313명이 사망했다. 무라디예에서는 거의 모든 주택이 완전히 붕괴되거나 손상되었으며, 주민 6,753명 중 159명이 사망했다.
진앙 지역의 대부분 건물은 진흙 모르타르로 접합된 깬돌 벽돌로 두꺼운 벽을 쌓아 지어졌다. 이 건물들은 일반적으로 나무 지지대가 있는 무거운 흙 지붕으로 마감되었다. 이러한 구조물들이 횡하중에 대한 저항력이 매우 낮았기 때문에 찰드란의 거의 모든 건물이 지진으로 붕괴되었고, 대부분의 사망자가 발생했다. 철근 콘크리트 구조물은 일반적으로 잘 버텨냈으며, 완전히 붕괴된 건물은 없었다. 벽돌 또는 석조 건물은 성능이 혼합되어 일부는 붕괴되었고 다른 일부는 겉보기에 영향을 받지 않았다.

## 같이 보기
- 1976년 지진
- 이란의 지진 목록
- 튀르키예의 지진 목록